# Symmachia suevia
Symmachia suevia är en fjärilsart som beskrevs av William Chapman Hewitson 1877. Symmachia suevia ingår i släktet Symmachia och familjen Riodinidae. Inga underarter finns listade i Catalogue of Life.